# Priverno
Priverno è un comune italiano di 13 715 abitanti della provincia di Latina nel Lazio. Fino al 1927 ebbe il nome di Piperno.

## Geografia fisica

### Territorio

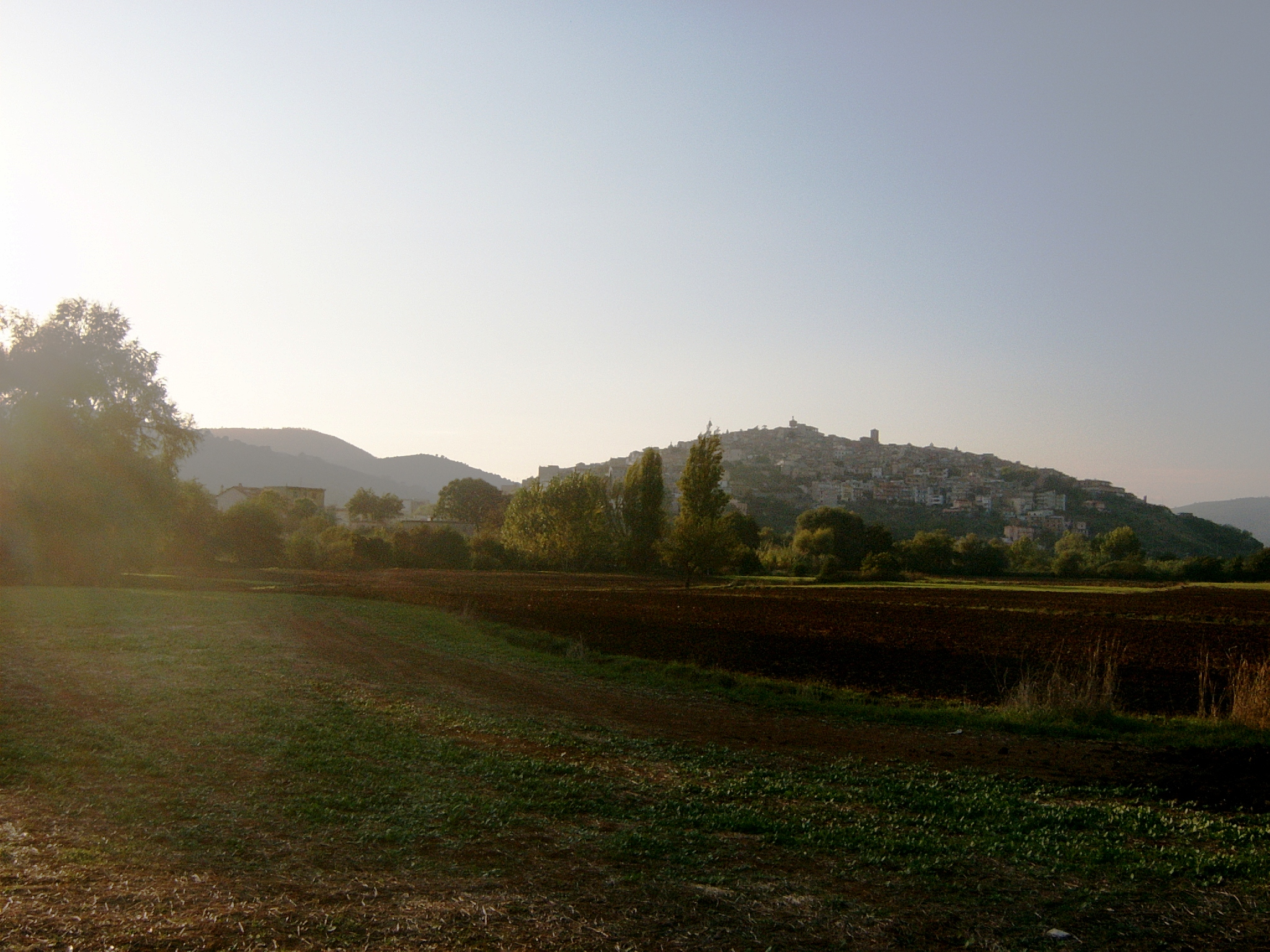
Priverno (LT) centro storico panorama versante Est

La città di Priverno sorge al centro della valle dell'Amaseno, su un'area di modeste alture facente parte del sistema collinare dei Monti Seiani. Risulta, però, isolata da questi per la presenza a sud-ovest dell'abitato di una profonda e incassata vallata chiamata "Valle Cagnana" che divide l'area urbana vera e propria dal Monte San Davino, il colle dei Seiani più prossimo alla città. 

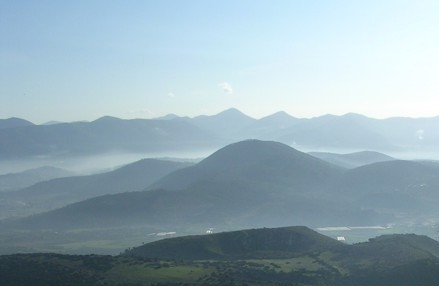
I Colli Seiani visti dai Monti Lepini. Sullo sfondo i Monti Ausoni

Si trova di fronte a due imponenti massicci calcarei dei Monti Lepini (Monte Semprevisa m 1536; Monte Gemma m 1457; Monte Malaina m 1480; Monte Salerio m 1439; Monte Acuto m 827; Monte Sentinella m 1110) e Ausoni (Altopiano Le Serre m 700; Monte Alto m 821 e il gruppo del Monte delle Fate m 1090) che con due anfiteatri contrapposti – l'uno a nord/nord-ovest, l'altro a sud/sud-est – cingono la media e bassa valle dell'Amaseno.  Ma l'area privernate comprende prevalentemente colline in cui affiorano rocce sedimentarie organogene, composte da carbonato di calcio formatesi in un ambiente marino, prima della formazione delle colline appenniniche, a causa dello spostamento della Sardegna e Corsica verso la posizione odierna, e in seguito all'assottigliamento della crosta marina del Mar Tirreno tra Sardegna e attuale Italia, che ha portato alla formazione delle isole pontine per effetto della risalita di magma.
Sono rocce ricche di fossili, in particolare rudiste e altre specie di bivalvi, echinodermi, foraminiferi, gasteropodi. Inoltre la piana a nord/nord-est della città ("Mezzagosto") e quella a nord-ovest ("Ceriara") presentano sedimenti di natura alluvionale, mentre nella zona collinare a ovest/sud-ovest c'è una fascia di conglomerati, tufi e sabbie gialle, che testimoniano un antico cordone litoraneo fra le paludi pontine e il mare.

#### Idrografia

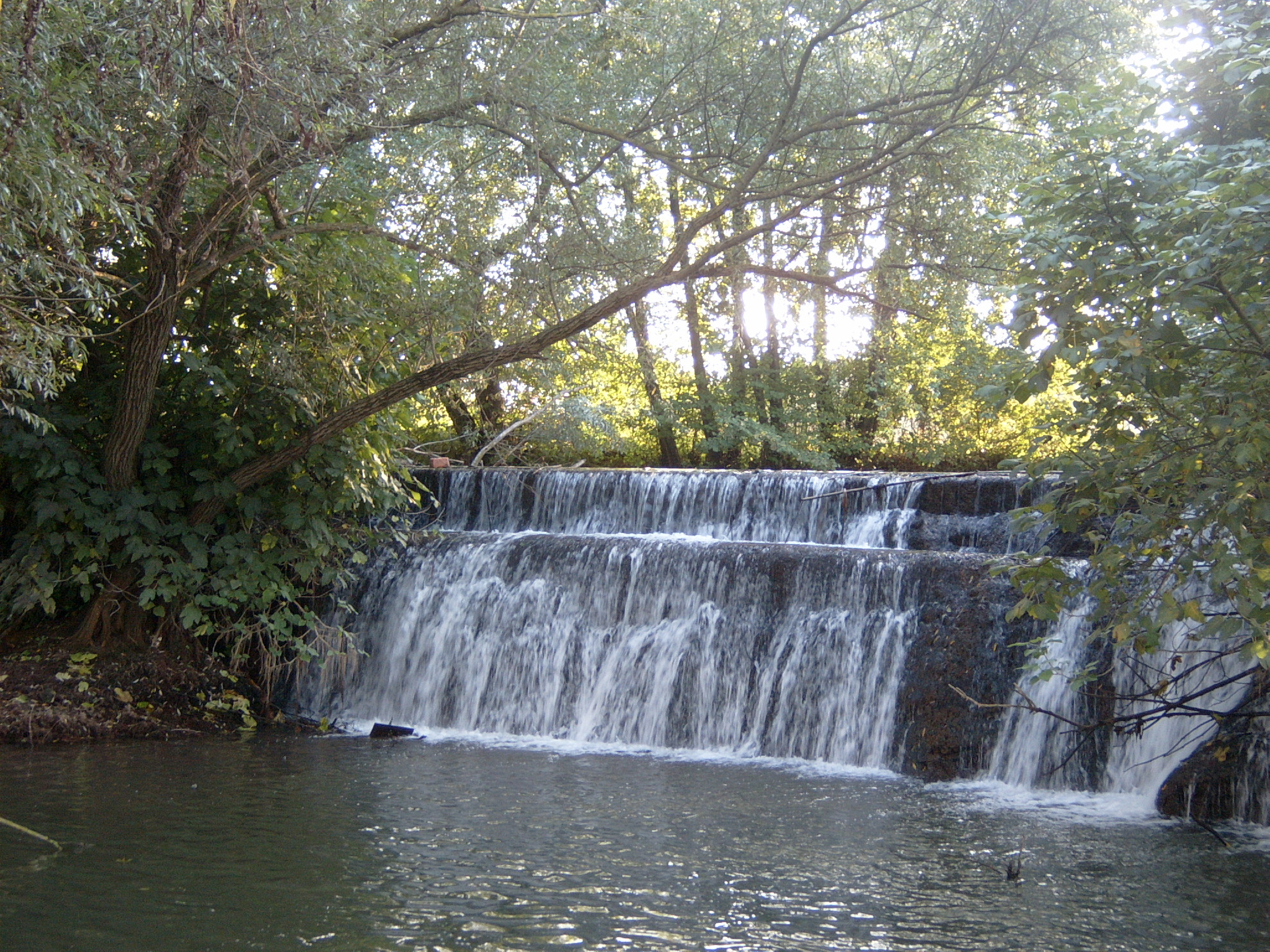
Cascatella sul Fiume Amaseno

Da anni è in corso il recupero del fiume Amaseno, che offre opportunità di pesca e passeggiate lungo le rive, con presenza di carpe, gobbi, pesci gatto, trote, alborelle, scardole, triotti e tinche.
In località Gricilli si trovano i laghi del Vescovo: sono laghetti termali di origine vulcanica, famosi per le loro acque sulfuree dalle caratteristiche chimico-fisiche benefiche, che sgorgano da varie sorgenti del sottosuolo. La credenza popolare vuole che il lago maggiore non abbia fondo.

### Clima
Per la sua ubicazione nel settore centrale del versante tirrenico italiano, l’area privernate è compresa in quella che Edmondo Bernacca classificò come “fascia temperata - senza eccessi - con caratteri di oceanicità”, le cui connotazioni principali sono piogge abbastanza ben distribuite durante l’anno e temperature relativamente contenute in ogni stagione. È evidente una buona resistenza agli agenti atmosferici del territorio che, per conformazione geomorfologica, raramente è stato interessato da eventi disastrosi.
Alcune caratteristiche topografiche locali influenzano le condizioni climatiche differenziandole sensibilmente rispetto alle zone adiacenti.
A metà strada tra il mar Tirreno e l'Appennino, il territorio comunale è interamente compreso tra le due catene pre-appenniniche (Lepini e Ausoni), mentre l'area urbana vera e propria si distende su alcuni arrotondati dorsali di modesta altitudine, al centro della valle del fiume Amaseno e a ridosso del versante nordorientale del sistema collinare Seiano, il quale raccorda i Lepini e Ausoni e separa il catino vallivo dalla Pianura Pontina. L'insieme di tali elementi crea un clima di vallata più che di collina, riparato, soprattutto a quote basse, dalle dirette influenze marittime, soggetto ad inversioni termiche invernali e a forte umidità in tutte le stagioni. Il bacino dell'Amaseno costituisce un corridoio naturale che favorisce gli scambi d’aria mare - continente. Ne risulta il clima spiccatamente di transizione tra il sublitoraneo e il continentale. La posizione essenzialmente di vallata dell’area urbana, circondata da ogni parte da rilievi, comporta il ristagno nelle bassure di aria umida calda in estate e molto fredda in inverno, tanto che nelle aree meno elevate del fondovalle, ma anche nelle periferie occidentali e settentrionali dell’abitato, si sono verificate nel tempo punte degne dei più puri climi continentali: (04/07/94 +37,4 °C; 02/07./98 +38,2 °C; 03/08/03 + 38,6 °C; 01/08/2017 +40.1 °C; 02/08/2017 +39.9 °C ------ 12/01/85 -15,6 °C; 26/12/86 -7,4 °C; 28/12/96 -8,7 °C; 18/12/01 -9,6 °C; 17/12/2010 -8.8 °C; 08/01/2017 -8.5; 27/02/2018 -7.7 °C; 05/01/2019 -7.4 °C ).
Una caratteristica peculiare è il vivace regime di venti e brezze, spesso totalmente opposto ai venti sinottici presenti nel resto della regione, in particolare la brezza da nord/nord-est (qui denominata "Strina") che domina specialmente in inverno su tutte le altre direzioni e drena l'aria fredda continentale, incanalata da nord attraverso la valle Carpinetana e da nord-est dalla limitrofa Valle del Sacco in provincia di Frosinone. Tale vento di Greco-Tramontana può assumere carattere d'intensità forte o addirittura burrascosa in caso di profonde basse pressioni nell'Italia meridionale, oppure durante le invasioni di aria gelida dai Balcani o dal Nord Europa. In generale, anche nei periodi di bel tempo, risulta vivace in tutti i vicoli e le piazzette del centro storico, divenendo impetuoso nelle aree aperte e in tutti gli sbocchi esposti a nord ed est. Seguono le direzioni da sud (provenienti dalla bassa valle dell'Amaseno), da sud-ovest (che spirano dai colli Seiani verso l'area urbana) e da ovest (attraverso il ramo occidentale della vallata denominato piana di Ceriara). Le correnti occidentali e meridionali si fanno sentire più direttamente nei periodi di cattivo tempo, particolarmente in autunno e primavera oppure, sotto forma di sostenute brezze di valle, nelle ore diurne d'estate, non di rado mitigando notevolmente la calura. Più rare le provenienze da nord-ovest e da sud-est per le protezioni offerte dalle catene Lepina e Ausona incombenti in quelle direzioni.
Il regime pluviometrico è tipicamente sublitoraneo con i due massimi nelle mezze stagioni: il principale in autunno e il secondario in primavera. Il massimo autunnale si prolunga spesso anche in inverno, principalmente in dicembre. È abbastanza marcata la siccità estiva che dura in ogni caso poche settimane e può essere spesso interrotta da temporali di calore. I quantitativi di precipitazione variano molto a causa della complessa orografia (a seconda della diversa esposizione alle correnti umide e piovose) e sono compresi tra 1100 e 1500 mm annui. Campagne di misura effettuate in vari gruppi di anni tra il 1990 e il 2015 hanno rilevato un'area di maggiore piovosità sui colli Seiani - media attorno ai 1500 mm annui - per la loro favorevole posizione lungo la traiettoria dei più frequenti sistemi perturbati, i quali nel loro moto verso est/sud-est impattano inizialmente sulle suddette alture prima di proseguire incanalandosi tra i rilevi della valle dell'Amaseno. Altre aree ad elevata piovosità sono quelle vicine ai Seiani, soprattutto nel versante interno ove rientra totalmente anche l'area urbana, in cui dalle medie calcolate sulle osservazioni effettuate nel 1954-1995 e 2000-2016 risultano valori medi annui prossimi a 1400 mm. L'area centrale del bacino dell'Amaseno privernate, più aperta e ventilata, è la meno piovosa: le medie annue registrate presso ll locale Istituto Agrario (al centro del fondovalle) si aggirano attorno ai 1100 mm.

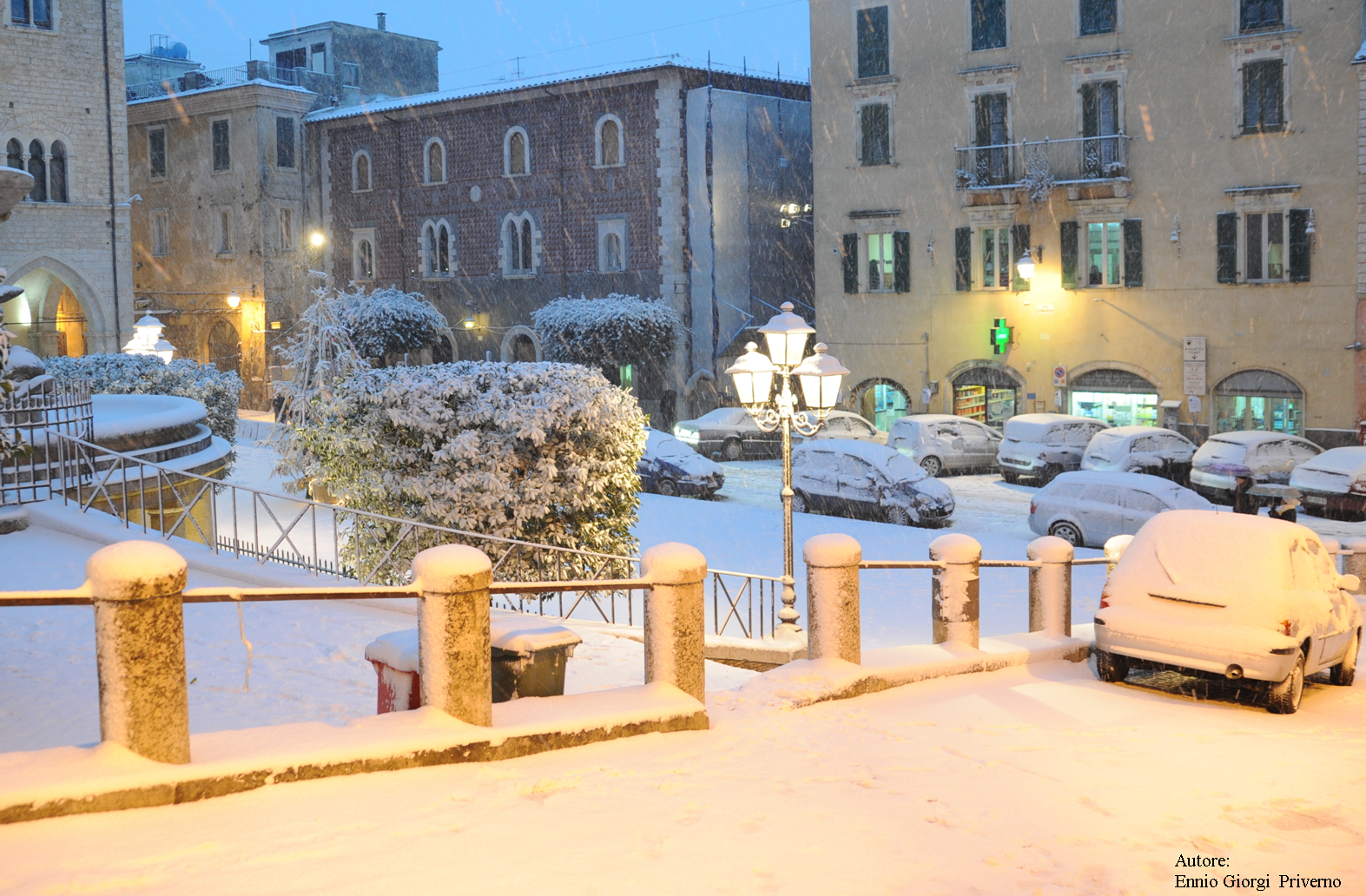
Priverno: piazza del comune sotto la neve il 17 dicembre 2010
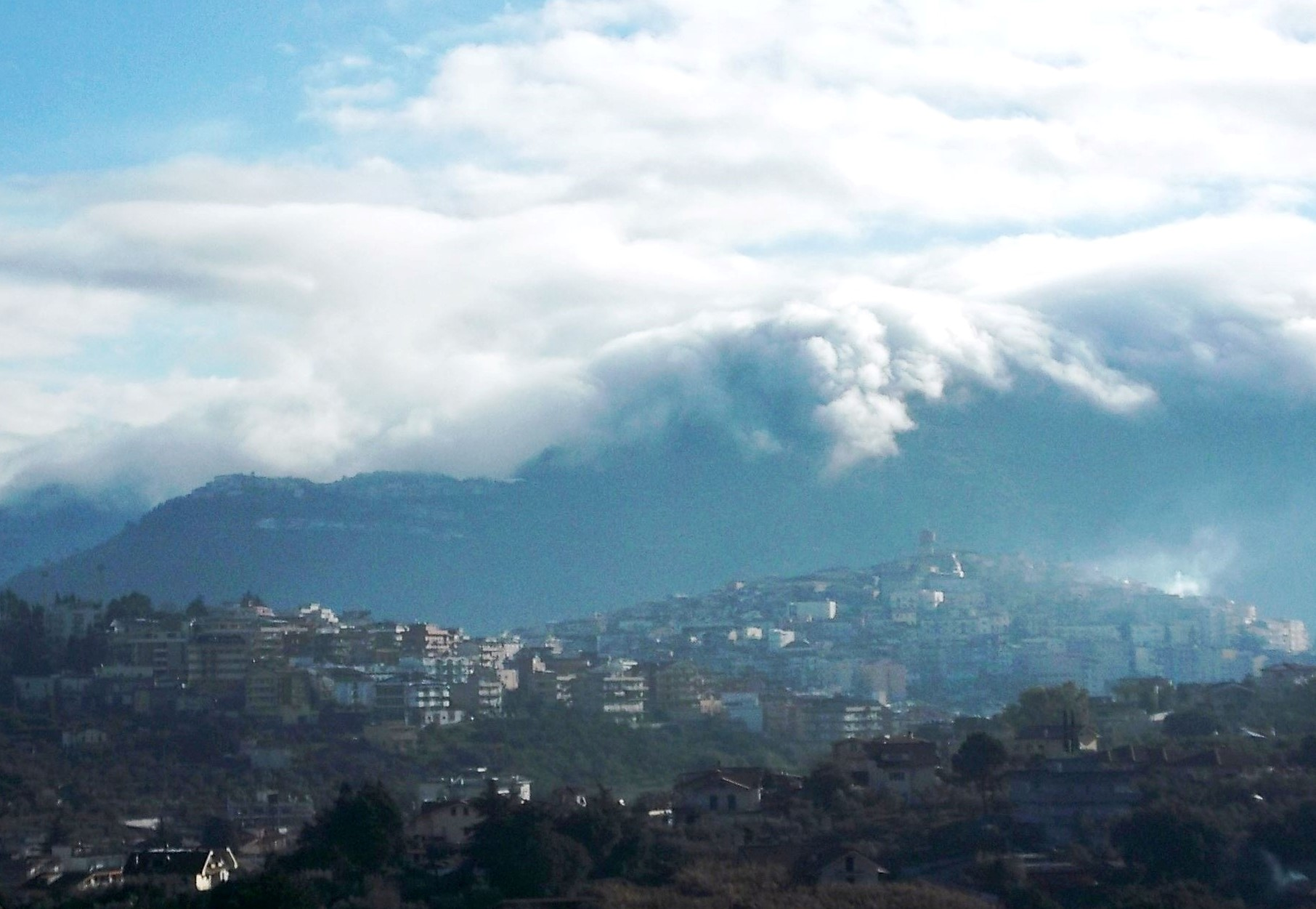
Priverno, versante ovest. Panorama verso est, vista sui monti Ausoni
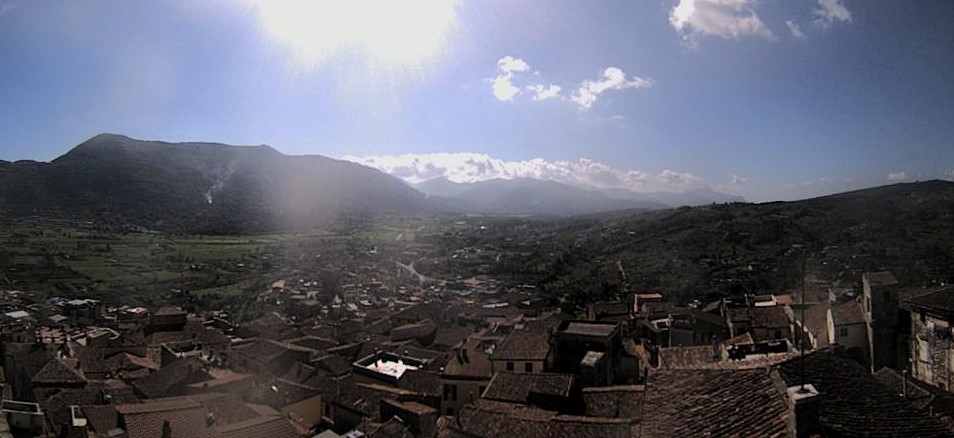
Priverno. Panorama verso est/sud-est sulla bassa val d'Amaseno

## Storia

### Priverno durante la Roma repubblicana
Le origini di Priverno risalgono al periodo protostorico del Lazio. Benché vi siano testimonianze che fanno risalire la fondazione dell'antica Privernum ad almeno quattro secoli prima di Roma, quindi al XII secolo a.C. (restano alcuni ruderi di tale centro), le prime notizie storiche certe si devono a Tito Livio.
Egli descrive Priverno come un potente centro Volsco del IV secolo a.C. che, a seguito di lunghe lotte, venne sottomesso da Roma per opera di Lucio Emilio Mamercino Privernate e Gaio Plauzio Deciano, che grazie a questa vittoria furono eletti entrambi consoli. Nel 329 a.C. il centro venne completamente distrutto, e il nuovo abitato fu costruito dai Romani nella piana di Mezzagosto, dando origine alla Privernum romana.
Come colonia romana, Privernum divenne una città ricca e molto sviluppata, nel periodo che va dalla Repubblica al primo secolo dell'impero; ricchezza testimoniata dai numerosi reperti archeologici, come la Villa di Seiano e il Castel Valentino. Nel 312 a.C. Roma iniziò la costruzione della via Appia, il che diede a Privernum un'importanza strategica per il commercio, visto che sulla via Appia si svolgeva quasi tutto il traffico tra Roma, la Magna Grecia e l'Oriente. Privernum divenne una colonia militare romana con accampamento fortificato, che dominava sul territorio.
Intorno al 161 a.C. iniziarono i lavori per la costruzione delle mura della Privernum romana, ancora oggi visibili insieme all'acquedotto, e le fognature. Sempre in questo periodo fu costruita la diga sull'Amaseno a uso irriguo e civile. Nel 140 a.C. venne realizzata la villa del senatore romano Marco Giunio Bruto (notizia che ci arriva grazie a Cicerone nel 133 a.C.), il tempio Tholos, di cui sono visibili i resti, e il Castel Valentino, in contemporanea al Capitolium.
Nel 58 a.C., mentre a Roma governava il Primo triumvirato formato da Cesare, Pompeo e Crasso, venne coniato un denario d'argento in memoria della presa di Privernum da parte di Lucio Emilio Marmecino Privernate II e Gaio Plauzio Deciano.
Nel 48 a.C. Privernum diventa municipium. In questo periodo, che precede di poco la fine della Repubblica, Privernum contava circa 3000 cittadini e 4000 schiavi.
I ricercatori che studiavano il calcestruzzo utilizzato a Privernum hanno concluso che l'uso di calce viva rendeva il calcestruzzo dell'antica Roma più durevole rispetto a quello moderno.

### Priverno durante l'Impero romano
Intorno al 15 d.C. fu costruito il teatro romano. Gran parte dei reperti di questo periodo si trovano nei Musei Vaticani.
Sotto l'imperatore Adriano l'Italia venne divisa in quattro distretti, governati da un ex console; Privernum entrò a far parte del distretto di Roma. Il magistrato curatore del municipio privernate venne premiato da Adriano con la corona aurea per essersi distinto in combattimento.
Privernum continuò a crescere sotto Lucio Vero e Marco Aurelio. Nel 189 d.C. la peste bubbonica sterminò circa 1200 persone in tre mesi.
Con la caduta dell'Impero romano le colonie entrarono in crisi. Nel 455 d.C. Roma venne saccheggiata; cessò la manutenzione della via Appia, che tornò in buona parte allagata e impraticabile, così il traffico commerciale si trasferì sulla strada pedemontana. Privernum divenne un punto di sosta, in cui ritirare e spedire la posta e ristorarsi.

### Dal medioevo all'epoca moderna
Iniziava così il regno di Odoacre. La vita di Privernum fu interrotta nel IX secolo, si ritiene a causa delle invasioni barbariche, ma alcune testimonianze lasciano supporre che la città sia stata distrutta nel IX secolo dai Saraceni. A seguito di queste invasioni i cittadini abbandonarono il sito dell'antica Privernum e, secondo la tradizione, fondarono nuovi centri sui colli e monti circostanti, tra le quali l'attuale Priverno sul Colle Rosso, nonché Sonnino, Roccasecca, Maenza e Roccagorga.
Priverno appartenne allo Stato Pontificio fino alla presa di Roma e dal 1870 fece parte del circondario di Frosinone fino alla sua abolizione nel 1927. Dalla fondazione di Latina appartiene alla provincia omonima.

### Simboli
Lo stemma è stato riconosciuto con D.P.C.M. dell'11 novembre 1952.
Il gonfalone, concesso con D.P.R. del 1º dicembre 1952, è un drappo partito di azzurro e di bianco.

## Monumenti e luoghi d'interesse
Priverno offre una quantità di opere di interesse artistico tale da essere stata insignita del titolo di Città d'arte.

### Architetture religiose

#### Abbazia di Fossanova
Secondo alcuni studiosi, l'abbazia di Fossanova (1187-1208) è il primo esempio in Italia di stile gotico cistercense. Accoglie la tomba (vuota, perché il corpo fu traslato a Tolosa) del Dottore della Chiesa san Tommaso d'Aquino, morto nell'abbazia nel 1274. Si possono visitare le stanze che ospitarono il santo patrono di Priverno.

#### Chiesa di San Benedetto
Fu il primo edificio a essere costruito nella nuova Priverno, opera dei Benedettini, forse a metà del VII secolo. All'interno si trovano affreschi del XIII secolo e di altre epoche, come l'Annunciazione di Pietro Coleberti (XV secolo). Gli affreschi dell'abside sono del XVI secolo. Il campanile originario, distrutto da un fulmine nel 1785, fu ricostruito l'anno successivo. Nel 1971-74 consistenti lavori di restauro permisero di salvare gli affreschi del 1200.

#### Chiesa di San Giovanni Evangelista
Anch'essa molto antica (forse IX secolo), fu ricostruita intorno al XIII secolo. Fra gli affreschi del XIII e XV secolo spicca il ciclo di santa Caterina d'Alessandria (XIV secolo) e Madonna con Bambino e santo Vescovo (XV secolo). Dell'antica decorazione scultorea resta solo la cosiddetta "crocetta", piccola stele eretta davanti alla chiesa, con i resti del pulpito romanico.

#### Concattedrale di Santa Maria Annunziata
Posta vicino al Palazzo comunale, fu consacrata da papa Lucio III nel 1183. Conserva interessanti opere d'arte, tra cui una tavola raffigurante la Madonna d'Agosto, ritrovata prodigiosamente nel 1143, e in una delle cappelle laterali il cranio di san Tommaso d'Aquino, patrono della città e della diocesi di Priverno. L'edificio nel corso del tempo fu più volte rimaneggiato, e adesso la sua architettura è baroccheggiante.

#### Altri edifici religiosi
- Chiesa di San Tommaso d'Aquino (XIII secolo): antico convento dei Domenicani. Ospita uno stucco della Gloria di San Tommaso di scuola romana.
- Chiesa di San Nicola, risalente al XIII secolo.
- Chiesa di San Cristoforo e Vito, risalente anch'essa al XIII secolo, nella quale è presente la cappella appartenuta alla famiglia Tacconi.
- Chiesa di Santa Maria della Stella del XIV secolo.
- Chiesa di Santa Lucia, nella suggestiva via Zaccaleoni, conserva un crocefisso ligneo del XII secolo e una statua di sant'Antonio di Padova, opera di scuola napoletana.
- Chiesa di Sant'Antonio Abate (1336): è l'unico edificio che ha conservato l'altare con la statua del santo e il pulpito originario.

Situata appena fuori dal centro storico, era un convento dei monaci antoniani, i quali nelle sue dipendenze gestivano un ospedale per i pellegrini (in particolare legati ai grandi spostamenti in occasione dei Giubilei). Dopo anni di decadenza la chiesa fu riaperta al culto nel 1956, dopo un restauro generale. Nel 1975 divenne parrocchia. Dal XIX secolo è Monumento nazionale.
- Chiesa del Suffragio: contiene dipinti di Giuseppe Camponeschi (XVIII secolo). È in stile barocco-neoclassico di impronta locale.
- Ex chiesa di Santa Chiara nella piazza omonima
- Chiesa rurale della Madonna delle Grazie (XVII secolo a 1 km dal paese), non visitabile.
- Santuario della Madonna di Mezzagosto: costruita nel 1819 sul luogo del ritrovamento prodigioso (nel 1143) dell'immagine della Madonna d'agosto (o anche Mezzagosto).

### Architetture civili

#### Castello e il Parco di San Martino
Anche detto "Palazzo Tolomeo Gallio" immerso nella tenuta denominata Monumento Naturale ‘Bosco del Castello di San Martino’

#### Villa Gallio
Residenza del cardinale Bartolomeo Gallio, eletto poi segretario di stato da Gregorio XIII, comunemente chiamata Castello di San Martino perché eretta sull'antica chiesa di San Martino. Nella villa, che oggi ospita il Giardino di Archimede (Museo della matematica) e nel cui parco di organizzano convegni e manifestazioni, è scolpita una scritta che ricorda il soggiorno di papa Sisto V durante il suo viaggio per verificare i lavori di bonifica.

#### Palazzi
Tra i palazzi più importanti si possono elencare: 
- Palazzo Comunale, risalente al XIII secolo, nella piazza Giovanni XXIII con la Fontana dei Delfini, opera dell'architetto Giuseppe Olivieri, inaugurata nel 1877, quando il paese fu collegato con l'acquedotto. Oggi si presenta con una rigorosa facciata, con trifore nel primo piano, bifore nel secondo e in basso i portici. L'aspetto originario fu seriamente modificato a metà Ottocento, quando si costruì il secondo piano e si aprì il balcone sulla piazza. Un orologio a veletta sovrasta il palazzo. Recentemente i portici sono stati restaurati e adibiti a sala conferenze e galleria d'arte.
- Palazzo Guarini-Tacconi, appartenuto alla famiglia Guarini e in seguito alla famiglia Tacconi
- Palazzo Zaccaleoni
- Palazzo Spadaro
- Palazzo Cerroni-Setacci, con singolare portale
- Palazzi Marzi Cancellotti
- Palazzo Valeriani-Guarini
- Palazzo Colaboni, che ha ospitato Gregorio XVI in visita nella città

#### Archi e porte
Quando la popolazione fu costretta ad abbandonare la pianura e a rifugiarsi sulla collina, il nuovo paese venne circoscritto con grandi mura in pietra. Delle sette porte d'accesso al paese restano solo l'arco di Porta San Marco e l'arco di Porta Posterola (Napoletana).

### Siti archeologici
L'area archeologica Antica Privernum, ubicata nella piana di Mezzagosto lungo la SS 156 dei Monti Lepini, corrisponde a una parte dell'antica Privernum e conserva un tratto della cinta muraria di epoca romana, tre case patrizie di epoca repubblicana, un grande edificio termale e i resti di un tempio da alcuni identificato come il Capitolium. Gli scavi hanno portato alla luce raffinatissimi mosaici di età ellenistica che ornavano i pavimenti.
Negli scavi di fine Settecento furono rinvenute la colossale statua di Tiberio seduto (ora nei Musei Vaticani) e una testa in marmo dell'imperatore Claudio, un busto sempre di Claudio e uno del generale Germanico (Musei Vaticani).

### Aree naturali
Nel comune di Priverno è presente un laboratorio naturale dedicato all'educazione ambientale; i programmi sono supervisionati dal Dipartimento di Scienze della Terra di Pavia. Il territorio circostante offre alcuni percorsi segnalati, con escursioni fra boschi rimasti allo stato naturale, con un'altitudine che varia dai 3 ai 595 metri.

## Società

### Evoluzione demografica
Abitanti censiti

### Lingue e dialetti
Il dialetto rientra fra quelli dei Monti Lepini. Le caratteristiche segnatamente "mediane" della parlata (e delle altre dei comuni Lepini) si evincono dal vocalismo sia atono sia tonico di tipo "sabino", cioè con pronuncia e intonazione estremamente segnata delle vocali, presente in quasi tutta l'area "pontificia" del Basso Lazio e in misura minore in alcuni comuni dell'area "borbonica".

### Tradizioni e folclore
Palio del Tributo
Il "Palio" del Tributo, istituito nel 1993, è la rievocazione storica di avvenimenti documentati dal XVI al XIX secolo.
Le origini della festa sono antichissime: si pensa risalgano alla formazione delle comunità partecipanti, intorno al IX-X secolo, in seguito all'abbandono dell'antico sito della pianura di Mezzagosto, dove sorgeva la Privernum romana.
Il tributo veniva versato al comune di Priverno dai paesi circostanti; si sa con certezza che i castelli di Sonnino, Maenza e Prossedi pagavano il tributo annuale, poco si sa nei riguardi di Roccagorga e Roccasecca dei Volsci. Per gli stessi tre comuni esiste una seria documentazione che attesta la consegna del tributo dal XVI secolo fino all'Unità d'Italia, quando decaddero le consuetudini di origine medievale.
L'antica Privernum possedeva un territorio vastissimo, che arrivava fino all'Appia, confinante con il territorio di Fondi. Dalla descrizione accurata che ne dà una bolla di papa Alessandro III (1175, quando il comune si sottomise allo Stato Pontificio) si evince che i siti dove sorsero i paesi limitrofi appartenevano a Priverno, e forse era questo il motivo di tale tributo. Un documento del 15 luglio 1828 descrive l'assegnazione di parte del territorio di Priverno al comune di Sonnino, con la riserva dell'annuo tributo in denaro e una torcia di cera zaura, da pagarsi il giorno della festa di san Pietro apostolo (29 giugno).
Nel corso dei secoli i castelli versarono, più o meno regolarmente, il tributo in moneta il giorno di san Pietro, protettore della città prima di san Tommaso. La consegna avveniva con una certa solennità: era prevista una parata militare e una corsa di cavalli da Porta Posterola a Porta Caetana.
La rievocazione storica si svolge in tre tempi: corteo storico per le vie di Priverno con evidente riferimento all'antica parata militare; offerta del vino agli armigeri e consegna del tributo nella gradinata della piazza del Comune e infine la corsa all'anello con cavallo sellato e lancia militare senza ferro.
È la conclusione della manifestazione più articolata che inizia a giugno e comprende le feste delle quattro Porte: Porta Campanina, Porta Posterola, Porta Romana e Porta Paolina e per concludersi la prima domenica di luglio con il palio.
Il termine "palio" - "drappo ricamato o dipinto che in epoca medievale si dava come premio al vincitore di una gara in occasione di grandi feste pubbliche" - è usato nei documenti e nella letteratura locale del XVII secolo (mancano documenti specifici per i secoli precedenti). In effetti, al vincitore di queste gare veniva offerto un pezzo di tessuto di colore e formato diverso, secondo le occasioni.
"Questo, alla spicciola, è quanto storicamente si può affermare a proposito del Palio di Priverno e si può aggiungere che corse e parate militari dovettero decadere sul finire del XVII secolo".
Il progetto e manifestazione "Palio del Tributo" vuole essere la rievocazione del giorno commemorativo di san Pietro con i suoi vari risvolti sociopolitici, religiosi, militari e sportivi di fine XVI secolo, quando Priverno conobbe un particolare risveglio culturale e sociale. È un'occasione di aggregazione importante per il paese.
Feste religiose
- Festa patronale in onore di San Tommaso d'Aquino (7 marzo), fiera lungo tutto il centro storico e processione la sera prima con la reliquia del Santo;
- Sacra Rappresentazione della Passione di Cristo (sabato che precede la domenica delle Palme) - P.zza del Comune;
- Processione delle Macchine (o dei Misteri) rappresentanti la Passione di Cristo (Venerdì Santo). Ogni macchina rappresenta un mistero della Passione ed è portata a spalla. Un gruppo di cantori è associato alla macchina e canta una canto tradizionale.
- Processione penitenziale del Crocefisso miracoloso (XII secolo) organizzata dalla Confraternita di Sant'Antonio, che dalla chiesa di Santa Lucia (2ª domenica di maggio), viene portato in cammino fino a Fossanova;
- Processione penitenziale a Mezzagosto per la festa dell'Ascensione (Rogazioni minori)
- Festa della Madonna di Mezzagosto (sera del 14 agosto): processione della sacra immagine della Madonna ritrovata nel 1143, con carro trainato da buoi.

## Cultura

### Istruzione

#### Musei
- Museo archeologico, in pieno centro storico in piazza Giovanni XXIII. Dedicato a Privernum, è formato da 12 sale in cui si possono ammirare i reperti ritrovati nell'area archeologica. Nel salone centrale è esposto un pavimento a mosaico chiamato Domus della soglia Nilotica, che illustra un paesaggio sul Nilo.
- Museo medievale.
- Museo per la matematica (nella Villa di Palazzo Gallio - San Martino), attualmente chiuso al pubblico.

### Cinema
- Nell'abbazia di Fossanova sono state girate alcune scene del film-documentario La vita di Leonardo da Vinci (1971) di Renato Castellani, con Philippe Leroy nella parte di Leonardo, che vinse un Golden Globe come Best Tv Special.
- L'abbazia è stata scelta per girare alcune scene del film-documentario sulla vita di Marco Polo.
- Nel borgo medievale di Fossanova e dentro l'abbazia sono state girate parti del film Monaca di Monza.
- A Priverno è stato girato il videoclip della canzone Piccola anima di Ermal Meta ed Elisa.
- Nel film "In nome del Papa Re" (1977) di Luigi Magni il protagonista "monsignor Colombo" nella finzione cinematografica è originario di Priverno.

### Cucina
È una zuppa di legumi e verdure. Si fa un soffritto in olio d'oliva e si aggiungono fave, cipolle, piselli, carciofi, volendo anche della pancetta; si fa cuocere per un po' a fuoco lento, quindi si aggiungono i pomodori pelati, l'acqua necessaria per finire la cottura, sale. Il pane tagliato a fette si dispone sul fondo del recipiente dove poi si verserà la zuppa, alla quale prima andrà mescolato un uovo sbattuto. Dopo aver lasciato il tutto ad insaporire si rifinisce con del formaggio pecorino.
- Una specialità sono i carciofi, cucinati alla giudia o conservati sott'olio.
- La falia, un incrocio tra pane e pizza con poco sale, accompagnata da broccoletti o da salsicce locali.
- Altri alimenti tipici sono la mozzarella e la carne di bufala, le fettuccine all'uovo, le zuppe di legumi e verdure (come la bazzoffia), le zuppe di lumache (ciammaruchelle) e rane (ranunchi), l'abbacchio, le caciotte e le ricotte, il tutto reso più appetitoso dall'olio extravergine d'oliva delle colline privernati esportato in tutto il mondo, molto apprezzato a New York.
- Tra i dolci, le ciambelle col vino, le ciambelle cresciute, i giglietti, gli amaretti, le pizzitelle ottenute da una pastella semiliquida fatta con farina, acqua, lievito e uva passita, che si friggono a cucchiaiate in olio e si passano nel miele.

### Eventi
- "Festa medievale" (prima decade di agosto), manifestazione in costume d'epoca con spettacoli e giochi medievali presso il borgo dell'Abbazia di Fossanova.
- Rassegna polifonica internazionale (25 aprile-1º maggio) - Cattedrale di Santa Maria
- Festival Pontino di Musica (giugno-luglio) - Fossanova
- Sgrilla Folk festival (3ª domenica di luglio), festival con rappresentanti internazionali di musica folk
- Torneo nazionale di tennis (3ª settimana di maggio) - Campi San Lorenzo
- Cross internazionale dei Lepini (ultima domenica di dicembre) - Fossanova
- Priverno Film Festival - Festival internazionale del cortometraggio (estate) - Centro storico

## Geografia antropica

### Urbanistica
Il centro storico, il cui nucleo più antico risale a un periodo tra il X e il XII secolo, si inerpica con un tipico impianto urbanistico medioevale attorno al Colle Rosso. Nel secondo dopoguerra la città si estese fuori le mura, dapprima lungo il versante occidentale del colle, fino ad allora disabitato poiché ripido e impervio, poi, a partire dal 1960, interessando completamente il colle gemello di San Lorenzo, quindi il sottostante colle del Montanino fino alle pendici (località Caciara) e, particolarmente dopo il 1980, raggiungendo persino i fondivalle: verso est/sud-est il falsopiano dell'Ostaria (proseguita ad est nel quartiere di via Mole Comuni a poca distanza dal fiume Amaseno e a sud nella zona residenziale di San Martino alle pendici sudorientali Seiane, a balcone sulla bassa val d'Amaseno e il Borgo di Fossanova); a sud-ovest sempre più abitazioni (attualmente senza soluzione di continuità) sono sorte nell'area della valle Cagnana attraversata dalla S.P. Madonna delle Grazie (oggi via Prof. Antonio Caradonna che raccorda la SR 156 dei Monti Lepini con la via cosiddetta Marittima); verso ovest, più recentemente, la zona Pretara, i cui nuovi quartieri hanno abbordato i pendii dirimpettai lungo la strada che sale verso l'altopiano del Boschetto, ampia area boschiva di interesse naturalistico.

## Economia
L'economia di Priverno è in continua crescita, fatto confermato dal numero di banche e dalle richieste di case. Questo sta portando la città ad uno sviluppo edilizio spesso criticato dalle associazioni di tutela ambientale.
L'agricoltura è molto attiva, i prodotti tipici sono apprezzati e molto richiesti. L'industria occupa una buona posizione. Le percentuali degli occupati nei vari settori economici sono:
| Industria       | 25,10% |
| Commercio       | 26,27% |
| Amministrazione | 2,32%  |
| Altro           | 46,31% |

Sono presenti attività turistiche presso l'Abbazia di Fossanova; è rinomato l'artigianato, soprattutto l'arte della ceramica, della terracotta e del rame.
Di seguito la tabella storica dell'Istat che riporta il numero di imprese attive ed addetti delle unità locali di esse (valori medi annui).
|          | 2015                  |                              |                            |                |                       |                     | 2014                  |                | 2013                  |                |
| -------- | --------------------- | ---------------------------- | -------------------------- | -------------- | --------------------- | ------------------- | --------------------- | -------------- | --------------------- | -------------- |
|          | Numero imprese attive | % Provinciale Imprese attive | % Regionale Imprese attive | Numero addetti | % Provinciale Addetti | % Regionale Addetti | Numero imprese attive | Numero addetti | Numero imprese attive | Numero addetti |
| Priverno | 901                   | 2,29%                        | 0,2%                       | 2.173          | 1,78%                 | 0,14%               | 908                   | 2.158          | 922                   | 2.224          |
| Latina   | 39.304                |                              | 8,43%                      | 122.198        |                       | 7,75%               | 39.446                | 120.897        | 39.915                | 123.310        |
| Lazio    | 455.591               |                              |                            | 1.539.359      |                       |                     | 457.686               | 1.510.459      | 464.094               | 1.525.471      |

Nel 2015 le 901 imprese operanti nel territorio comunale, che rappresentavano il 2,29% del totale provinciale, hanno occupato 2.173 addetti, l'1,78% del dato provinciale; in media, ogni impresa nel 2015 ha occupato due persone (2,41).

## Infrastrutture e trasporti

### Ferrovie
Si trova lungo la ferrovia Roma-Formia-Napoli (stazione di Priverno-Fossanova); da questa stazione parte una diramazione per Terracina

### Strade
Priverno si trova a circa 25 km dall'uscita di Frosinone dell'Autostrada A1 e a circa 20 km dall'Appia, all'altezza della strada Migliara 47.

## Amministrazione
Nel 1928 Piperno cambia denominazione in Priverno, e nel 1934 passa dalla provincia di Roma, alla nuova provincia di Littoria, costituita dal governo fascista dell'epoca.
| Periodo          | Periodo          | Primo cittadino     | Partito         | Carica                  | Note   |
| ---------------- | ---------------- | ------------------- | --------------- | ----------------------- | ------ |
| 27 giugno 1985   | 2 luglio 1990    | Mario Renzi         | PCI             | Sindaco                 |        |
| 2 luglio 1990    | 10 marzo 1993    | Antonio Polselli    | PSI             | Sindaco                 |        |
| 10 marzo 1993    | 3 agosto 1994    | Nazzareno Di Macio  | PSI             | Sindaco                 |        |
| 3 agosto 1993    | 20 novembre 1994 | Maria Maglione      |                 | Commissario Prefettizio |        |
| 20 novembre 1994 | 29 novembre 1998 | Mario Renzi         | PDS             | Sindaco                 |        |
| 29 novembre 1998 | 25 maggio 2003   | Mario Renzi         | lista civica    | Sindaco                 |        |
| 25 maggio 2003   | 13 aprile 2008   | Umberto Macci       | centro-destra   | Sindaco                 |        |
| 13 aprile 2008   | 26 maggio 2013   | Umberto Macci       | centro-destra   | Sindaco                 |        |
| 26 maggio 2013   | 3 marzo 2015     | Angelo Delogu       | centro-sinistra | Sindaco                 | [ 18 ] |
| 4 marzo 2015     | 6 giugno 2016    | Andrea Polichetti   |                 | Commissario Prefettizio |        |
| 6 giugno 2016    | 4 ottobre 2021   | Anna Maria Bilancia | lista civica    | Sindaco                 |        |
| 4 ottobre 2021   | in carica        | Anna Maria Bilancia | lista civica    | Sindaco                 |        |

### Altre informazioni amministrative
- Fa parte ed è sede della Comunità Montana dei Monti Lepini Ausoni.